# Wissenschaftlicher Sekretär
Wissenschaftliche Sekretäre arbeiten überwiegend im mittleren Management und an der „Schnittstelle Wissenschaft und Verwaltung/Forschungspolitik“.

## Tätigkeit
Sie sind in der Regel direkt dem Vorsitzenden/Präsidenten eines wissenschaftlichen Gremiums oder einer Akademie unterstellt und befassen sich mit fachspezifischen, strukturell fördernden und konzeptionellen Angelegenheiten. Das Berufsbild beinhaltet auch administrative Tätigkeiten. Wissenschaftliche Sekretäre haben einen Hochschulabschluss (häufig auch Promotion oder Habilitation) und damit grundlegendes Fachwissen aus z. B. den Natur-, Gesellschafts-, Ingenieurwissenschaften oder Medizin. Während die oft ehrenamtlichen Mitglieder des wissenschaftlichen Gremiums Grundsatzentscheidungen treffen, ist der Wissenschaftliche Sekretär zuständig für das Tagesgeschäft.